# トート・タロット
トート・タロット (Thoth Tarot) とは、イギリスのオカルティスト、アレイスター・クロウリーがデザインし、女流画家フリーダ・ハリスが描いたタロットである。

## 歴史
フリーダ・ハリスからの要望により、1938年に制作を開始。当初は数か月間で完成させる予定だったが、膨大な時間を要し、5年間で完成させた。まず1944年に、クロウリーによるタロット解説書『トートの書』の挿絵として発表される。しかしカードとしての出版は長らくかなわず、クロウリーの逝去から22年後の1969年になって、友人の手によりようやくカード化された。主な特徴として、やや大判のサイズと、複雑にして象徴的な絵柄が挙げられる。タロット愛好家からの評価は高い。しかし、クロウリーの死後に出版されているため、実際に彼自身が選んだ図柄が出版されているか不明である。近年では魔術師のカードが複数枚入ったセットも出版されている。その他のカードにおいても同様に、クロウリーの指示によってハリスの描いた、ラフではない絵が複数枚あることが知られている。

## 他のタロットとの相違点
ウェイト版などと同じく、黄金の夜明け団の教義に基づいてはいるが、クロウリー独自の解釈も加わっており、かなり相違点がある。
大アルカナや小アルカナのカードの名称変更が多い。
名称変更された大アルカナは、
- 『魔術師』 The Magician が 『魔術師』 The Magus
- 『女司祭長』 The High Priestess が 『女司祭』 The Priestess
- 『正義』 Justice が 『調整』 Adjustment
- 『運命の輪』 Wheel of Fortune が 『運命』 Fortune
- 『力』 Strength が 『欲望』 Lust
- 『節制』 Temperance が 『技』 Art
- 『審判』 Judgement が 『永劫』 The Æon
- 『世界』  The World が 『宇宙』 The Universe

以上の8枚である。
小アルカナの方は人物札が、『騎士』 Knight、『女王』 Queen、『王子』 Prince、『王女』Princess（代表的なタロットでは王、女王、騎士、小姓）に、それぞれ変更されている。そのほか、大アルカナ、小アルカナとは別に、「獣の印」とよぱれる一筆書きの六芒星が描かれたカードが入る版もある。
また、ヘブライ文字に対応させた配列の仕方が黄金の夜明け団系のタロットとは異なっている。ウェイト版では、マルセイユ版などの伝統的なものと違い 、大アルカナの「正義」と「力」の番号を入れ替えることによってヘブライ文字順の配列になっていた。一方、トート・タロットでは、配列の順番はマルセイユ版と同じで、ヘブライ文字との対応だけが入れ替わっている。「ツァディは星ではない」という法の書の文言に基づき、「皇帝」と「星」のヘブライ文字対応も交換されている。この交換を黄道12宮に当てはめると、対称位置に二つのねじれができる形になる。

## カードの概説
トートタロットでは一般的に呼称される大アルカナを『アテュ』と呼称し、小アルカナを『スモール・カード』と呼称している。スモール・カードの人物札は『コート・カード』と呼称しており、一般的なタロットと同じである。

### アテュ
- 0 『愚者（The Fool）』

- I 『魔術師（The Magus）』

裸の魔術師が描かれている。
- II 『女司祭（The Priestess）』

- III 『女帝（The Empress）』

- IV 『皇帝（The Emperor）』

- V 『神官（The Hierophant）』

- VI 『恋人（The Lovers）』

- VII 『戦車（The Chariot）』

牛・鷲・天使・ライオンのスフィンクスを従え、聖杯を抱え持つ御者の姿が描かれている。
- VIII 『調整（Adjustment）』

- IX 『隠者（The Hermit）』

隠者が持つカンテラが光輝いている。右下にケルベロス、左下には精子が描かれている。
- X 『運命（Fortune）』

「絶えず流動する宇宙」だとされる。
- XI 『欲望（Lust）』

七つの顔を持つ獣に乗った女が描かれている。これはバビロンまたはババロンとされている。
- XII 『吊られた男（The Hanged Man）』

逆さに磔にされた男の姿が描かれている。
- XIII 『死神（Death）』

死の舞踏を舞う漆黒の死神の姿が描かれている。
- XIV 『技（Art）』

二つの顔を持つ錬金術師が、大釜の中に火と水を注ぎ混ぜ合わせている。
- XV 『悪魔（The Devil）』

三つ目の山羊はバフォメット（あるいはパーン）を表す。
- XVI 『塔（The Tower ）』

建物が炎などにより破壊されている。
- XVII 『星（The Star）』

- XVIII 『月（The Moon）』

基本構成は従来のものと同じだが、二人のアヌビスが向かい合っている図が描かれている。
- XIX 『太陽（The Sun）』

太陽の周りを黄道十二宮が取り囲んでいる図が描かれている。
- XX 『永劫（The Æon）』

中央にホルスが描かれている。
- XXI 『宇宙（The Universe）』